# Dark Days
Dark Days är ett musikalbum av det amerikanska punkrockbandet Duff McKagan's Loaded. Albumet var gruppens första studioinspelade skiva. På skivan medverkar Duff McKagan, Jeff Rouse, Mike Squires och Geoff Reading.
Alla låtar är skrivna av Loaded.

## Låtlista
1. Seattle Head
2. Then And Now
3. Wrap My Arms
4. Dark Days
5. Want To
6. Misery
7. Criminal
8. Queen Joanasophina
9. Shallow
10. Superman
11. King Of Downtown
12. Your Way